# Діаграма Шлегеля

Приклади, розфарбовані за кількістю ребер кожної грані: жовті трикутники, червоні квадрати та зелені п'ятикутники.

Тесеракт, спроєктований у 3-вимірний простір як діаграма Шлегеля. Видно 8 кубічних комірок — одна в центрі, по одній для шести граней центрального куба та одна зовнішня грань.

Діаграма Шлегеля — проєкція політопа з {\displaystyle R^{d}} в {\displaystyle R^{d-1}} через точку поруч із однією з його граней. Отримана фігура в {\displaystyle R^{d-1}} комбінаторно еквівалентна початковому політопу. Діаграму названо за ім'ям Віктора Шлегеля, який 1886 року запропонував цей метод для вивчення комбінаторних та топологічних властивостей політопів. У розмірності 3 і 4 діаграми Шлегеля є проєкціями (3-вимірного) многогранника в плоску фігуру і проєкцією 4-вимірного многогранника в тривимірний простір відповідно. Як такі, діаграми Шлегеля часто використовують для візуалізації чотиривимірних многогранників.

## Побудова
Найпростіший опис діаграми Шлегеля для многогранника дав Данкан Соммервілл:
Дуже корисним метод подання опуклого многогранника є плоска проєкція. Якщо цю проєкцію зроблено із зовнішньої точки, оскільки кожен промінь перетинає многогранник двічі, він буде поданий багатокутною областю, розділеною двічі на многокутники. Завжди існує підхожий вибір центру проєкції, щоб проєкція однієї з граней містила проєкції всіх інших граней. Це називають діаграмою Шлегеля многогранника. Діаграма Шлегеля повністю подає морфологію многогранника. Іноді зручно зробити проєкцію многогранника із вершини. Вершина проєктується в нескінченність і не з'являється на діаграмі, ребра, що йдуть до неї подаються променями, що йдуть у нескінченність.
Соммервілл розглядав також випадок симплекса в чотиривимірному просторі: «Діаграма Шлегеля симплекса в S4 є тетраедром, розділеним на чотири тетраедри». У загальнішому випадку, політоп у n-вимірному просторі має діаграму Шлегеля, побудовану за допомогою перспективної проєкції через точку поза політопом над центром грані. Всі вершини та ребра політопа проєктуються на гіперплощину цієї грані. Якщо політоп опуклий, існує точка біля грані, за якої ця грань стає зовнішньою, решта граней опиняються всередині неї, а ребра не перетинаються.

## Приклади
| Додекаедр                        | Стодвадцятикомірник                              |
| -------------------------------- | ------------------------------------------------ |
| 12 п'ятикутних граней на площині | 120 додекаедрів (комірок) у 3-вимірному просторі |

Різні види візуалізації ікосаедра
| перспектива | розгортка | проєкція        |
| Петрі       | Шлегель   | Вершинна фігура |